# Alice Boner
Alice Boner, née le 22 juillet 1889 à Legnano (Italie) et morte le 13 avril 1981 à Zurich, est une peintre et sculptrice suisse, historienne de l'art et indianiste. Découvrant l'Inde au début des années 1930, elle s'installe à Bénarès en 1936, et y demeurera jusqu'en 1978, date à laquelle des ennuis de santé la contraignent de rentrer en Suisse, où elle décède trois ans plus tard.
Venant d'un milieu aisé qui lui laisse l'occasion de mener une vie indépendante, elle étudie puis pratique la sculpture et la peinture, mais elle délaissera ce premier médium pour se concentrer sur le second. Attirée depuis son jeune âge par l'Inde, très attirée par la danse hindoue, elle devient codirectrice de la troupe de danse d'Uday Shankar et voyage en Inde. Une fois installée à Bénarès, elle crée un important réseau autour d'elle, avec des personnalités comme Rabindranath Tagore, Alain Daniélou, Anagarika Govinda ou encore Ananda K. Coomaraswamy.
Elle se lance bientôt dans l'analyse de la sculpture hindoue et de l'architecture des temples hindous, mais aussi dans l'étude du sanskrit, traduisant et commentant des ouvrages classiques importants sur l'architecture indienne. Ce faisant elle a clairement contribué à la sensibilisation et à la compréhension, sur le plan international, de l'art indien. Elle fut d'ailleurs l'une des premières (et rares) femmes européennes à s'installer dans ce pays pour y travailler et étudier la culture et l'art indiens, ce qui fait d'elle l'une des femmes suisses les plus remarquables de son temps.
Elle a fait un legs important de ses travaux et de ses recherches au Museum Rietberg à Zurich, ainsi qu'au Bharat Kala Bhavan Museum (en) à Bénarès.

## Biographie

### Origines et famille
Alice Boner naît le 22 juillet 1889 à Legnano, en Lombardie (Italie). Elle est originaire de Coire et de Malans, dans le canton des Grisons. Elle est la première de trois filles, ses deux sœurs étant Yvonne (1893) et Georgette (1903). Elle vient d'une famille aisée: le père, Georg, est ingénieur et administrateur-délégué du groupe industriel BBC (Brown, Boveri & Cie), et leur mère, née Alice Kathrine Brown, est la fille du fondateur de la société, Charles Eugene L. Brown (en). Georgette Boner deviendra dramaturge et peintre. Alice Boner ne s'est jamais mariée.

### Formation et premières œuvres

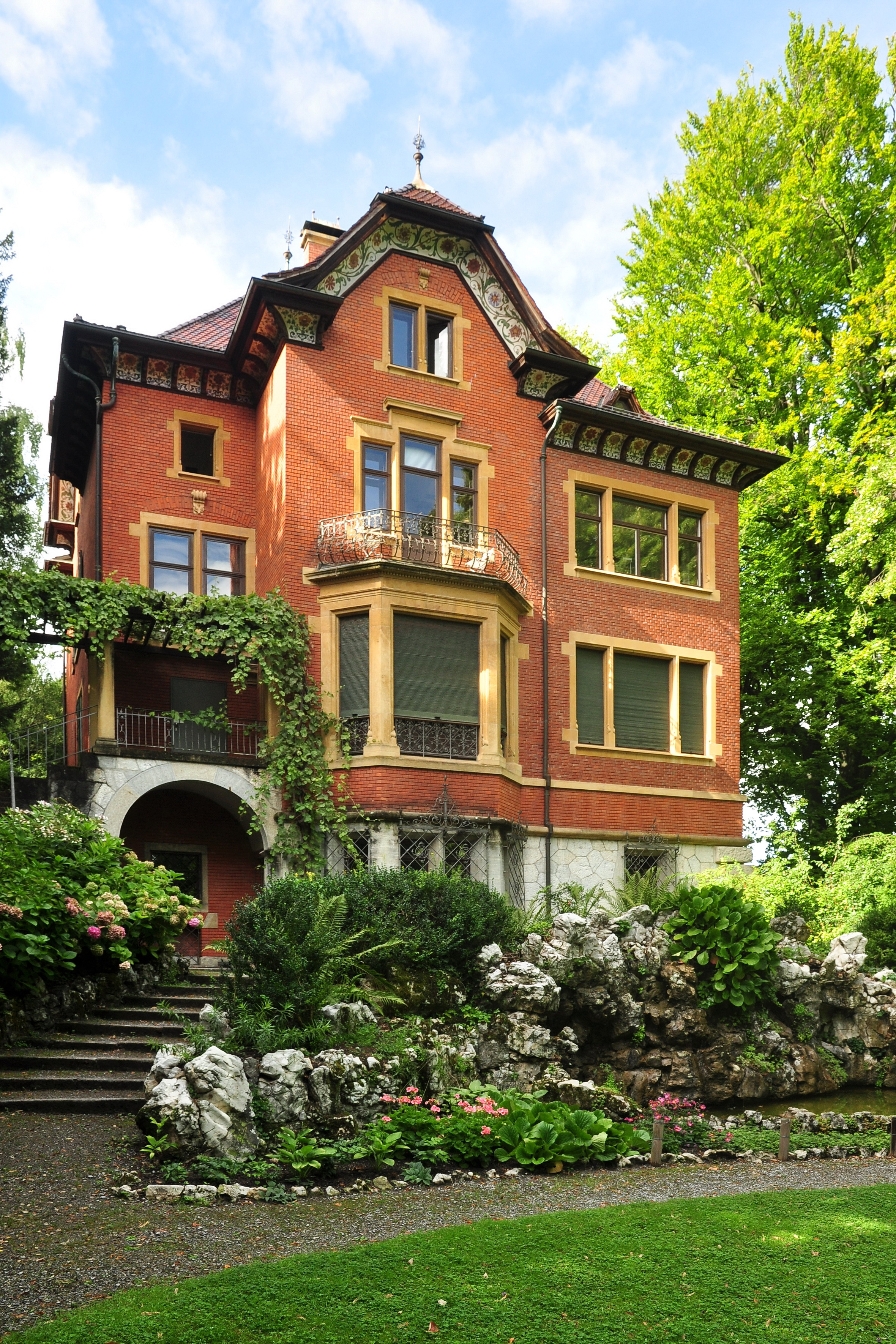
La Villa Rieter, côté jardin.

Alice et ses sœurs bénéficient d'une éducation qui les ouvre sur le monde et les arts. De 1907 à 1911, A. Boner étudie la peinture et la sculpture à Bruxelles, Munich et Bâle. Dans cette dernière ville, elle fréquentera durant trois ans les cours du sculpteur Carl Burckhardt, un maître qui aura une forte influence sur elle et avec qui elle restera en contact jusqu'à sa mort en 1923.
En 1911, la famille Boner quitte l'Italie pour s'installer à Zurich. Les Boner habiteront, entre 1913 et 1919, dans la Villa Rieter (de), qui fait aujourd'hui partie du Museum Rietberg. En Suisse, Alice Boner commence à travailler comme sculptrice et peintre indépendante,. En 1916, elle organise sa première exposition, au célèbre Kunsthaus de Zurich (Musée d'art moderne), où ses œuvres sont présentées,. En 1925, elle installe son propre atelier dans le pavillon rococo Stockargut, près de l'Université de Zurich, et elle y reste jusqu'à son départ pour Paris, en 1928,. En 1925, elle entreprend un voyage au Maroc, puis à deux reprises en Tunisie, en 1926 et 1927. Elle trouve dans le voyage de 1926 l'inspiration pour une de ses œuvres principales, Der Kalbträger (« Le Porteur de veau »). 

### La Troupe de ballet Uday Shankar
En 1926, elle assiste à un spectacle du danseur et chorégraphe indien Uday Shankar au Kursaal à Zurich, qui avait auparavant dansé dans la troupe la danseuse russe Anna Pavlova. En voyant Shankar sur scène, A. Boner est conquise par ses mouvements élégants, et elle écrit dans son journal: « Soirée au Kursaal. Beaucoup de kitsch — et une révélation, le danseur indien ».
Alice Boner s'installe ensuite à Paris en 1928 où elle poursuit son travail de sculpteur. Ses sculptures sont désormais installées dans des jardins publics et des maisons à Zurich, Genève et Baden. L'année suivante, elle revoit Uday Shankar à Paris, et celui-ci lui fait part de son désir de retourner dans son pays pour recruter une troupe de musiciens et de danseurs. Alice Boner, fascinée par la danse indienne et rêvant depuis longtemps d'aller en Inde, lui propose de l'accompagner, et aussi de soutenir sa troupe. Ils arrivent en Inde en décembre 1929, et en 1930, ils entreprennent un voyage à travers le pays, à la recherche de musiques, d'instruments de musiques et de danseurs et danseuses. Mais à leur arrivée à Calcutta, Alice et Uday modifient leurs plans et décident de recruter l'essentiel des membres de leur troupe dans la famille d'Uday, dont Ravi Shankar, le plus jeune frère d'Uday. Elle comptera finalement onze personnes,. En mai 1930, ils assistent par hasard dans le Kerala à une représentation de théâtre dansé kathakali qui dure trois nuits de suite, après quoi Alice Boner fera une promotion soutenue de cet art, en Inde et en Occident. 
Après leur retour à Paris, en octobre 1930, la troupe se produit au Théâtre des Champs-Élysées à Paris le 3 mars 1931, avant d'entreprendre une tournée triomphale en Europe, puis aux États-Unis et en Inde. Alice Boner codirige la troupe avec Uday Shankar, s'occupant de la publicité, de la correspondance, mais apportant aussi son aide à la confection des costumes,.

### En Inde

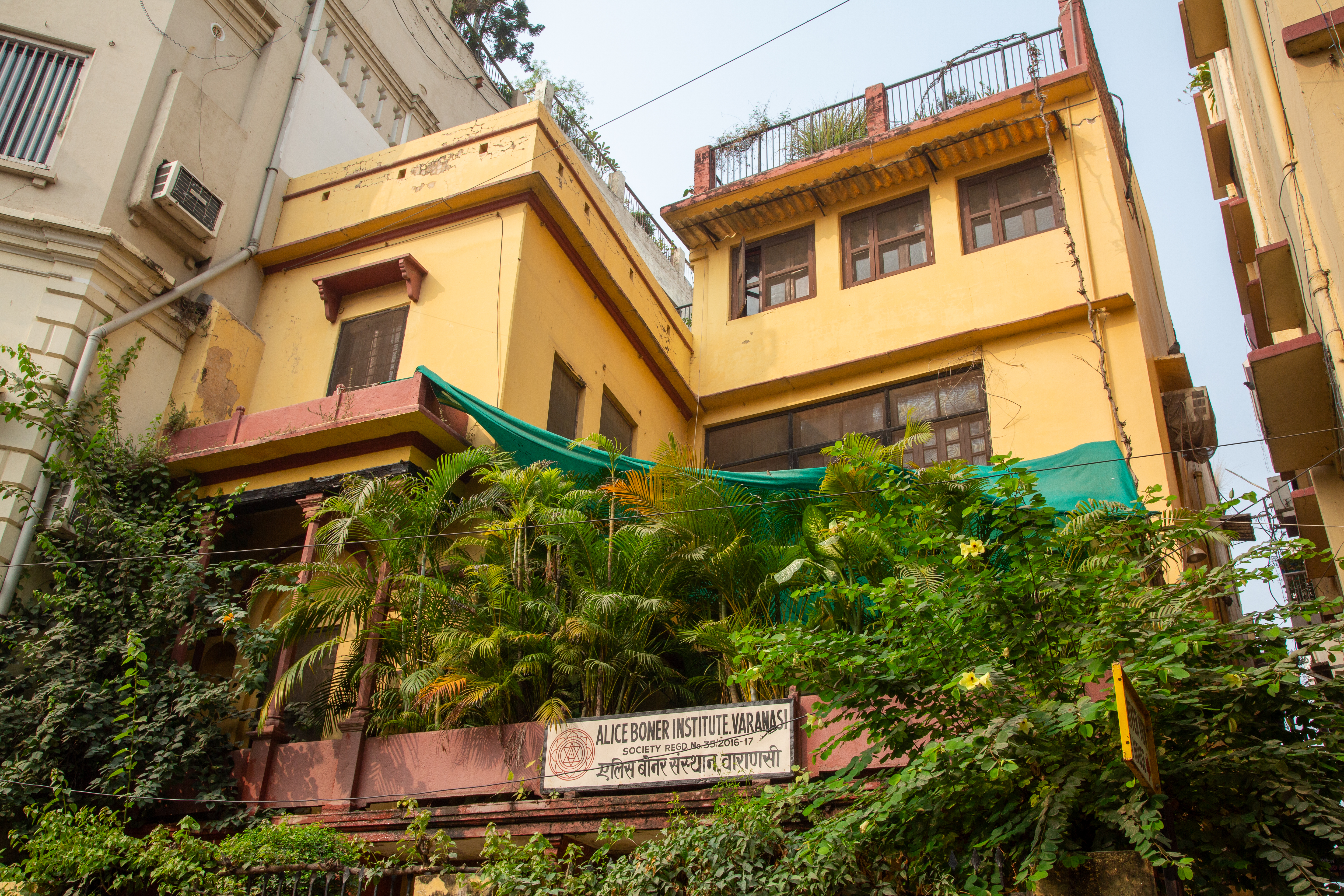
La maison d'Alice Boner sur l' à Varanasi, aujourd'hui « Institut Alice Boner ».

En 1935, au terme de cinq années passées avec la troupe, Alice Boner revient en Inde pour y vivre, et c'est à Varanasi qu'elle s'installe, en 1936. Elle reprend la peinture, ayant en revanche abandonné la sculpture, parce que c'était, dit-elle, « un processus trop lent pour rattraper la richesse des aspects que l'Inde offrait à l'œil observateur ». Certaines de ses premières pièces sont exposées à Calcutta, Mumbai et Zurich. En 1939, elle se lance dans la peinture de divinités hindoues, après avoir étudié les écritures sacrées indiennes. Toutefois, selon ce qu'elle note dans son journal, ces peintures n'ont jamais été rendues publiques. 

#### Les arts indiens
De plus en plus attirée et fascinée par l'art indien et la philosophie indienne, Alice Boner passe la plus grande partie de son temps à étudier ces deux domaines, se livrant à une observation minutieuse des réalisations artistiques, en particulier la sculpture sur site, notamment les temples troglodytiques d'Ellorâ et d'Ajanta. Elle documente l'emplacement des temples, les dessine et les photographie,. Ces excavations sont pour elle une sorte de révélation (allem. Offenbarung) sur la structure géométrique de ces compositions, et cette découverte aura une influence primordiale sur toute son activité artistique et académique. Elle reviendra d'ailleurs longuement sur cet événement dans une page de son journal:

« C'est devant les magnifiques reliefs sculptés dans les temples rupestres d'Elura que j'ai eu, en 1941, la première perception intuitive d'un schéma de composition intentionnel. Chaque jour, je m'asseyais devant ces statues, plongée dans la contemplation, laissant passivement leur mystérieuse présence agir sur mon esprit et pénétrer ma perception intérieure. C'est ce que je faisais depuis un certain temps lorsque, soudain, le contexte formel de l'un des portraits — celui de Vishnu Trivikrama dans la grotte XV — s'est dissous devant mes yeux en une sorte de structure géométrique [ ... ], pas de figures géométriques au sens strict du terme, mais plutôt des entrelacs compliqués de lignes droites dans lesquels on pouvait deviner un ordre géométrique. Elles n'étaient pas visibles partout avec la même clarté. Je ne comprenais pas encore leur signification. Mais le nombre de sculptures révélant de telles structures augmenta bientôt au point de dissiper tous mes doutes quant au fait qu'elles puissent être simplement le fruit du hasard ou de mon imagination. J'ai acquis la conviction qu'elles avaient un but bien précis et qu'elles représentaient la structure de la composition des sculptures. »

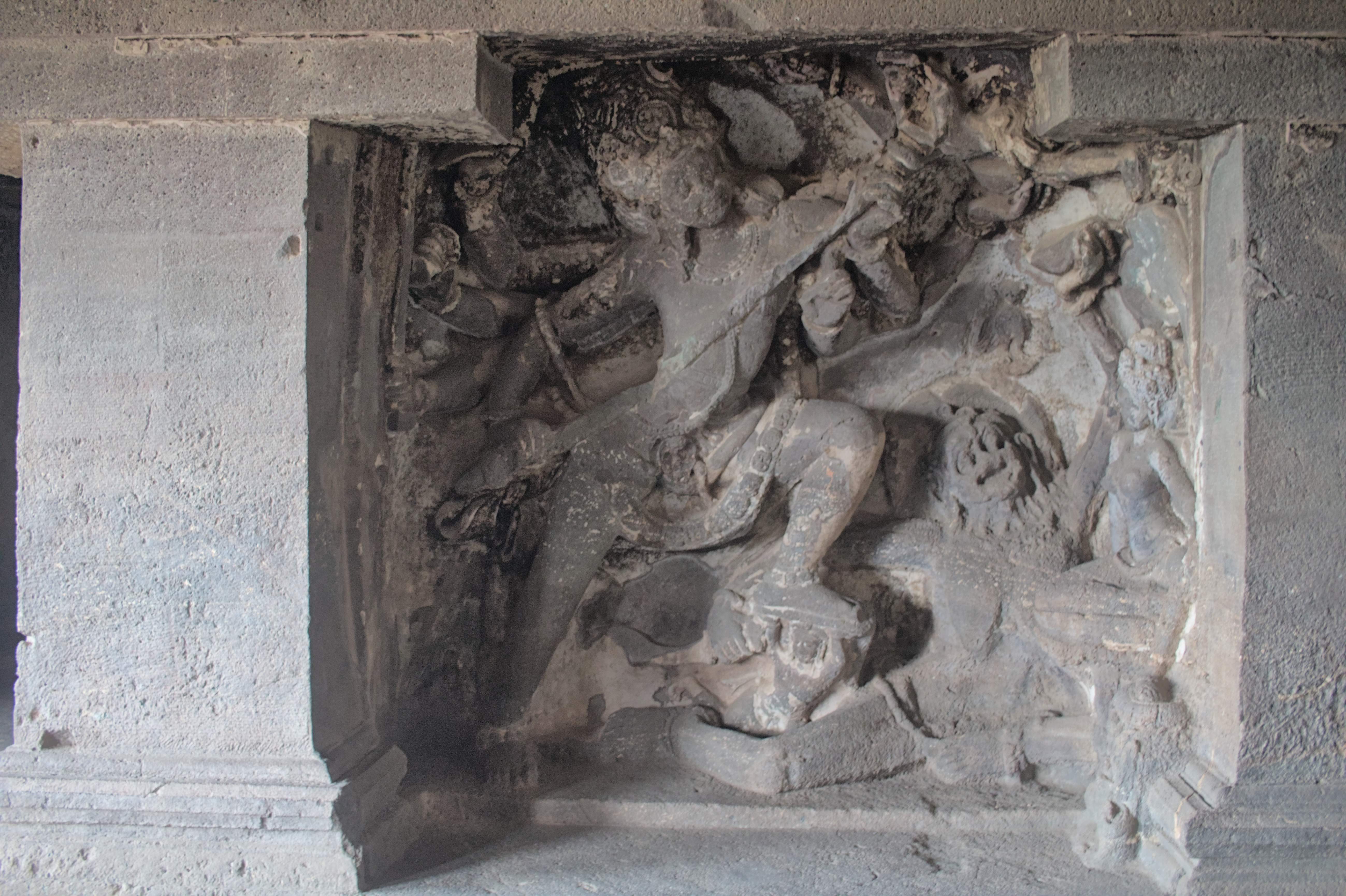
Rudra à quatre bras. Grotte 15, Ellora.

Alice Boner a vécu à Varanasi de 1935 à 1978; elle habité sur l'Assi Ghat (en). Ce ghat est le dernier (ou le premier) de la lignée des ghat de Varanasi, au sud-ouest, au confluent de la rivière Assi et du Gange.

### Mort
Tombée malade en 1978, Alice Boner rentre définitivement en Suisse cette même année, et habite chez sa sœur à Zurich. Elle meurt le 13 avril 1981 à Zurich, à l'âge de 91 ans,.

## Œuvre

### La peintre et la sculptrice
Dans ses dessins, elle utilise le crayon, le fusain, la sépia, la sanguine, l'encre et parfois le pastel. Ses premiers travaux se concentrent sur les dessins, les sculptures, les portraits, les études du corps entier, les paysages et les observations de la nature. Par ailleurs, sa fascination pour l'art de la danse l'a amenée à réaliser des études de mouvement des trois danseuses Lilly, Jeanne et Leonie Brown, ainsi que du danseur indien Uday Shankar. Ses croquis sont spontanés; séries d’observations, ils sont généralement réalisées en quelques traits rapides, et se concentrent sur les caractéristiques essentielles du corps.[réf. nécessaire]. La collection du musée Rietberg abrite une série de sculptures et de statues d'Alice Boner réalisées dans sa jeunesse.

### Découvertes dans l'art indien
Alice Boner a étudié très attentivement la sculpture indienne. Selon elle, même si une sculpture est placée dans un cadre carré ou rectangulaire, l'élément géométrique clé est le cercle : « Le cercle est divisé par des diamètres (...) généralement 6, 8 ou 12, en sections égales, les diamètres verticaux et horizontaux étant les fondamentaux ». Elle relève également que l’espacement des lignes de la grille diffère à la fois verticalement et horizontalement. Dans cette division spatiale d’une image, la grille divise les sculptures en secteurs physiques, mais détermine également le positionnement et les angles des membres. D'autre part, Alice Boner a suggéré que des lignes parallèles obliques, basées sur l'un des 6, 8 ou 12 diamètres de division, servent aussi d'orientation pour les sculptures. Elle a qualifié ces lignes de « division temporelle », car elles déterminent le mouvement dans une sculpture. Outre ces divisions temporelles et spatiales, elle décrit également le principe d'intégration, où la composition de la sculpture détermine le sens.
En 1957, Alice Boner rencontre le Pandit Sadashiva Rath Sharma, qui lui présente un manuscrit sur feuille de palmier portant le titre Shilpa Prakasha. Ils traduisent et analysent le texte au cours de la décennie suivante et publient un livre sur le sujet en 1966. Pour A. Boner, le Shilpa Prakasha apporte la preuve que son intuition de sculptures réalisées autour de ces concepts géométriques stricts était exacte, et qu'il ne s'agissait pas d'un simple effet secondaire. Le Shilpa Prakasha était un manuel d'architecture sur les règles de construction d'un temple hindou et, en tant que tel, il incluait des références à de nombreux principes qu'Alice Boner avait étudiés auparavant.
Durant toute cette période, Alice Boner n'a jamais cessé de peindre, et ses études sur ces méthodes de compositions anciennes l'ont conduite à peindre un triptyque inspiré de ses découvertes dans le Shilpa Prakasha. L'œuvre s'intitule Sristi-Sthiti-Samhara (« Création, Préservation, Destruction ») — ce qui renvoie à Prakṛiti, Vishvarupa et Kālī[réf. souhaitée]. Offert en 1979 par A. Boner au musée Bharat Kala Bhavan Museum (en) de l'Université hindoue de Bénarès, ce triptyque est exposé au dans la salle consacrée à Alice Boner qui a été inaugurée en 1989, à l'occasion du centième anniversaire de sa naissance,.

## Distinctions
- 1969 : docteur honoris causa de l'Université de Zurich pour ses contributions et publications académiques[19].

- 1974 : Padma Bhushan, troisième plus haute distinction civile de la République de l'Inde, remise par le président Shri V. V. Giri[20],[21],[22].

## Galerie

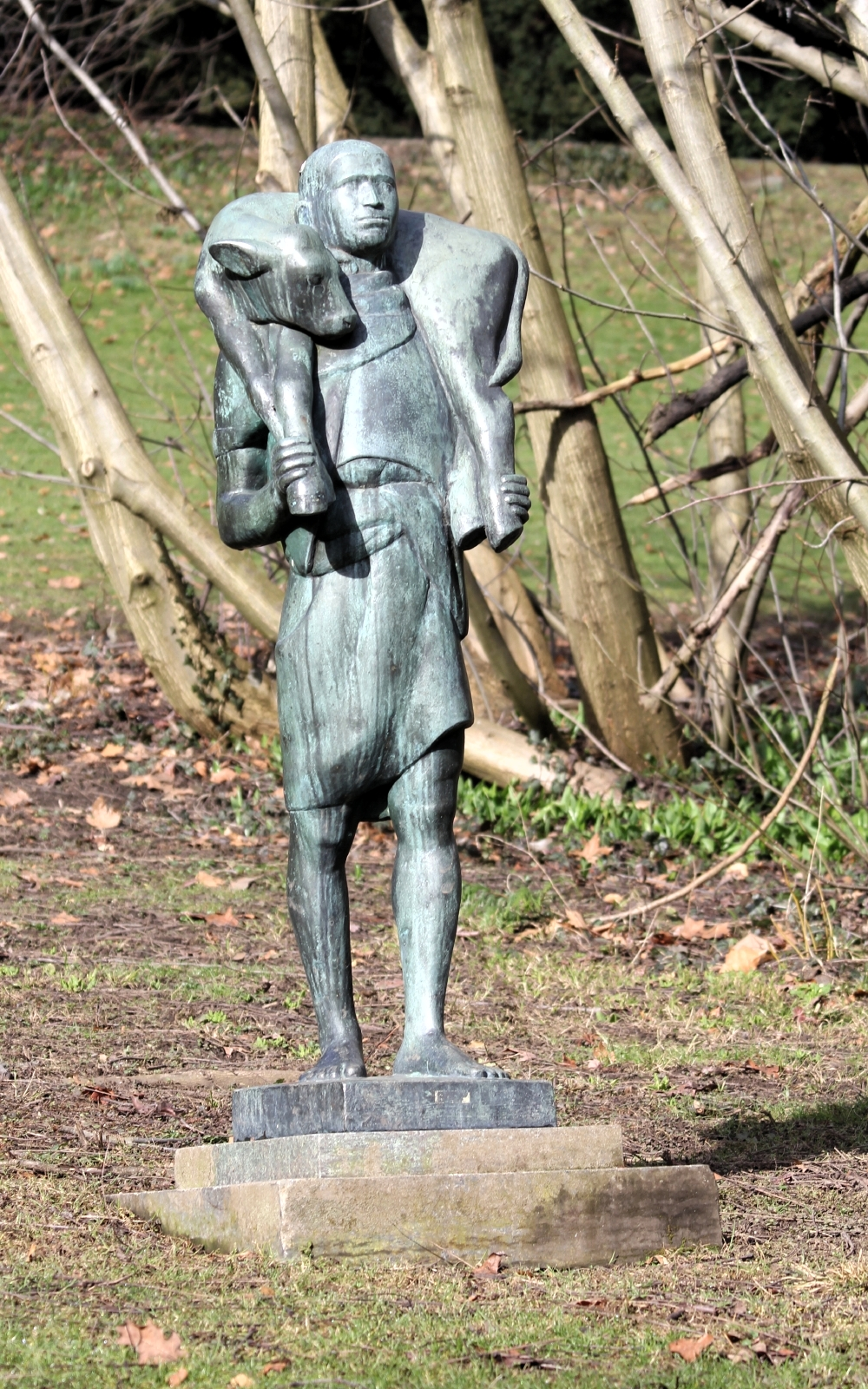
Der Kalbträger (Le porteur de veau), 1929. Parc du Musée Rietberg.
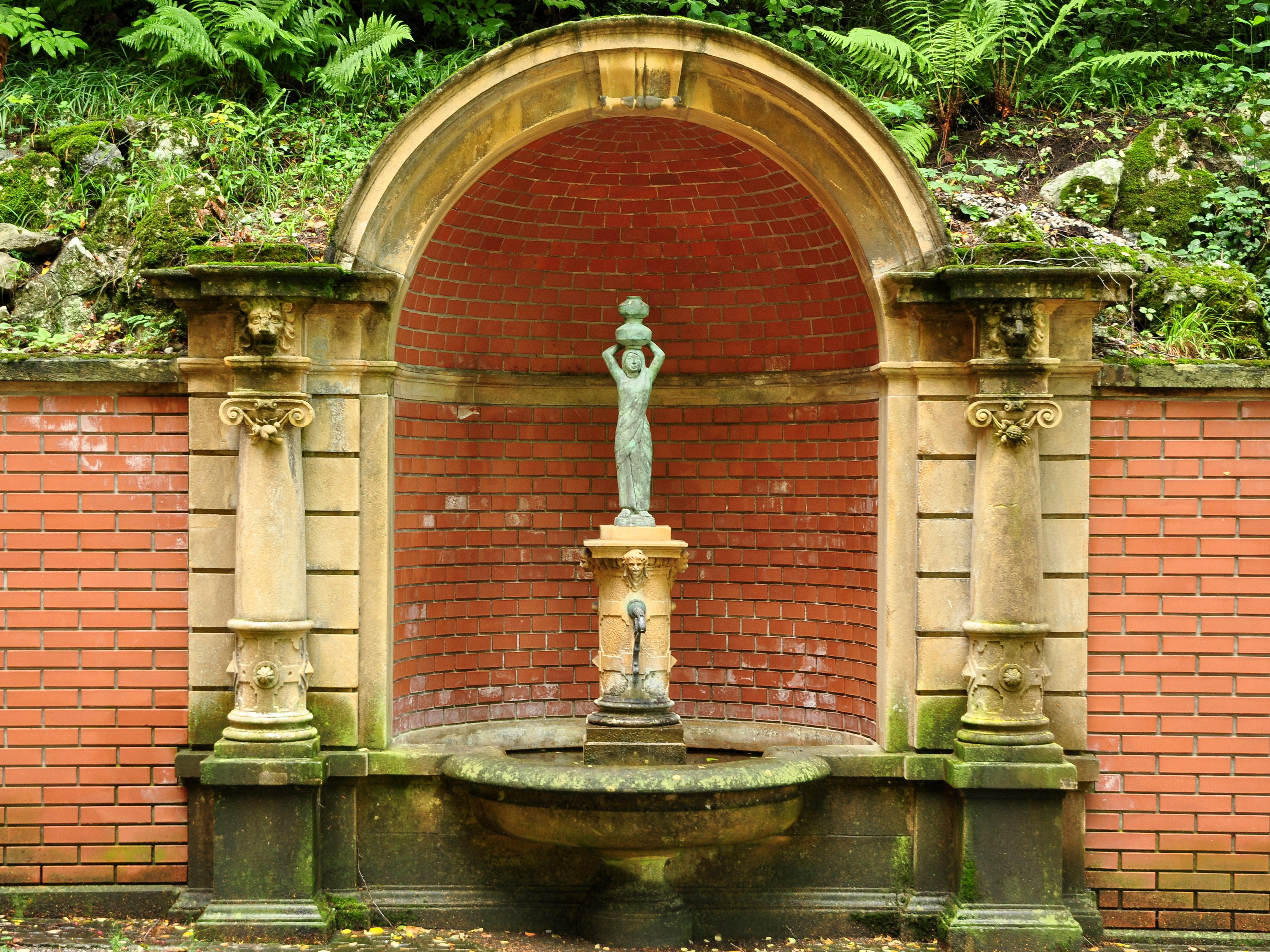
Die Wasserträgerin (La porteuse d'eau ), 1937. Parc du Musée Rietberg.
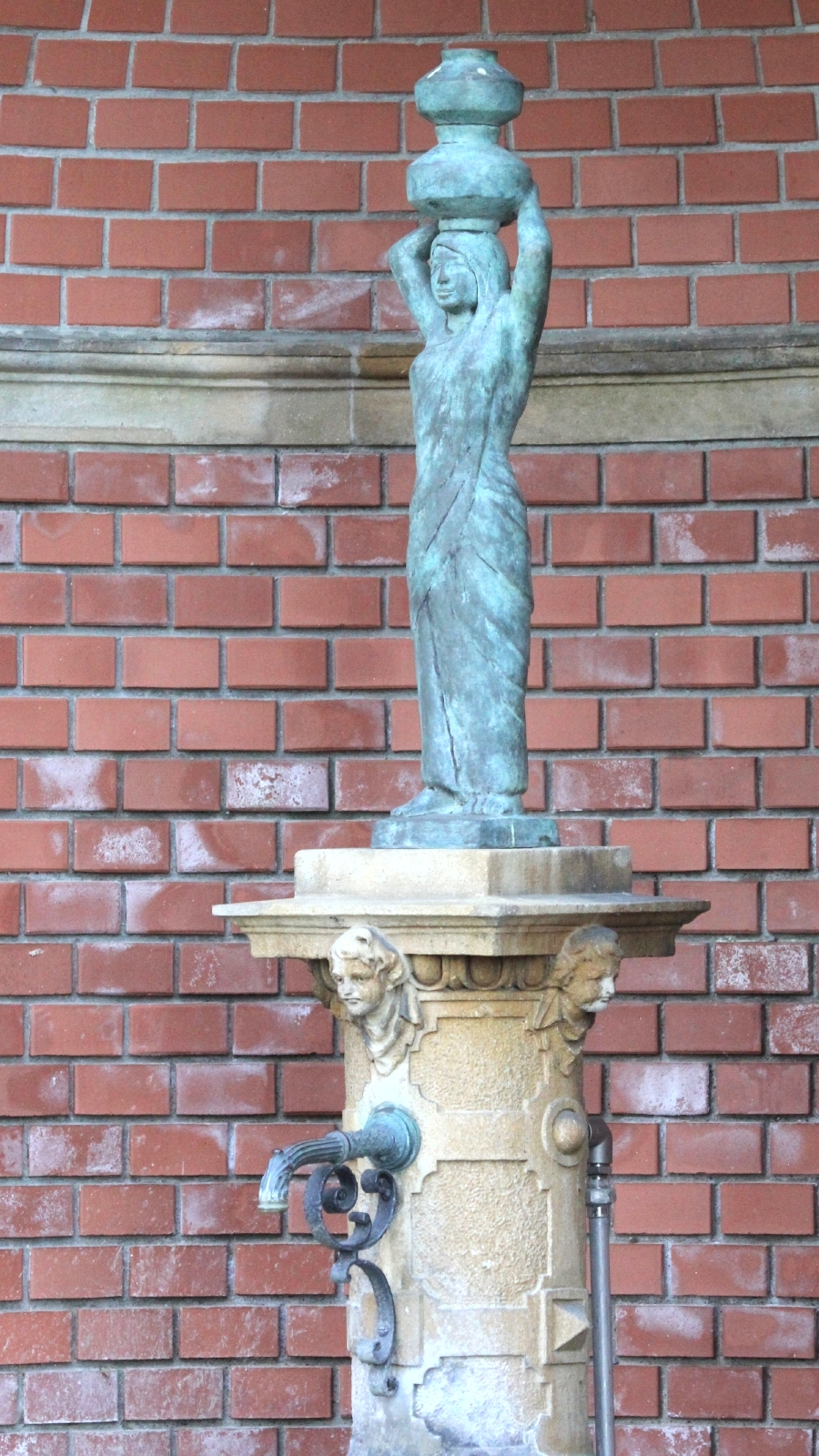
Die Wasserträgerin.
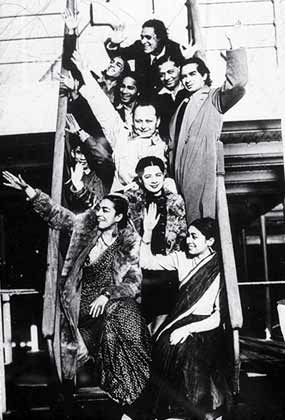
La Compagnie de danse et de musique hindoue Uday Shankar, vers 1935-1937.
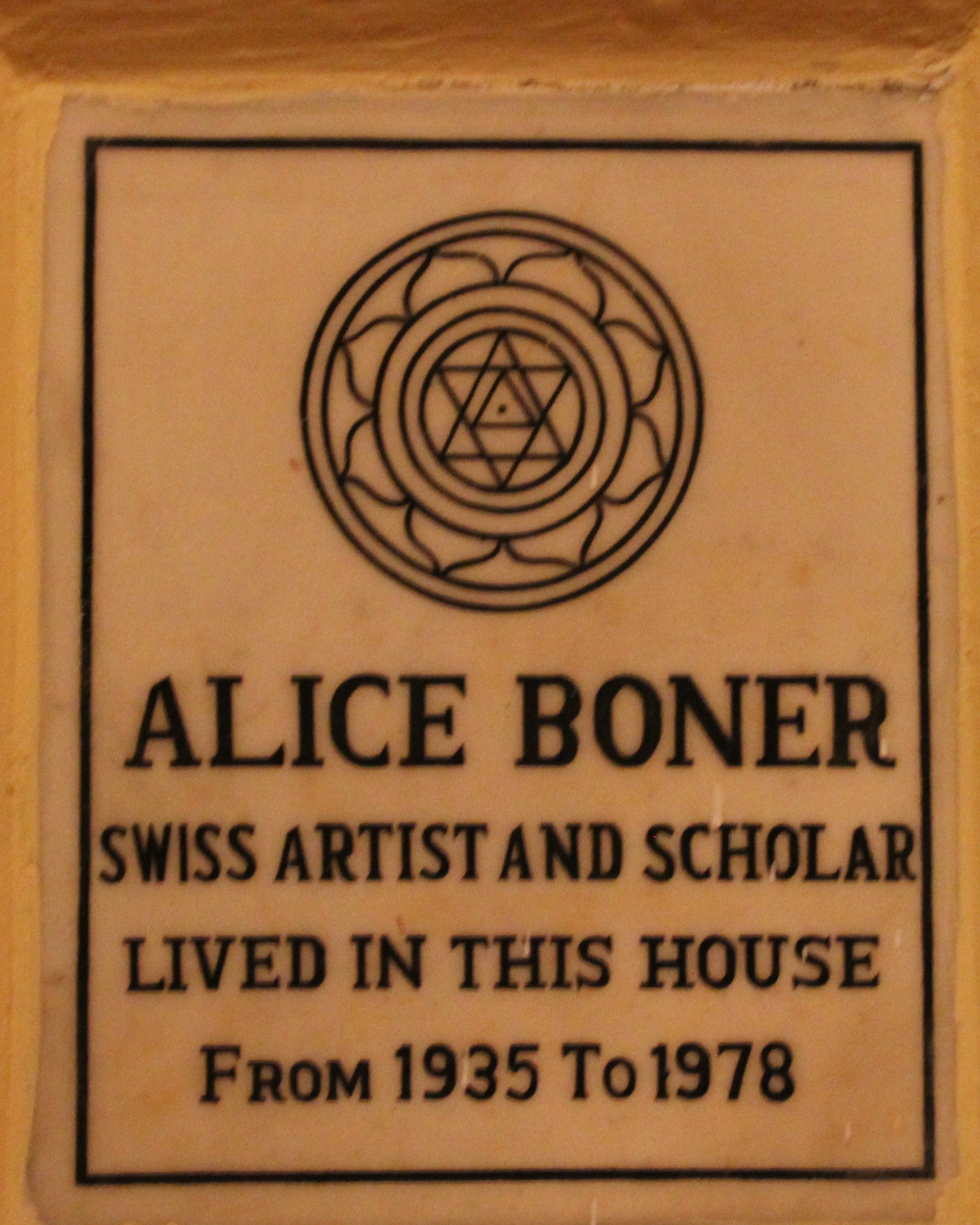
Plaque commémorative sur la maison d'A. Boner sur l'Assi Ghat.

## Publications d'A. Boner (sélection)
- (en) Principles of Compositions in Hindu Sculpture. Cave Temple Period (préf. Paul Mus), Leiden, Brill, 1962 (réimpr. 1990, Delhi, Motilal Barnasidass), xv + 260 p. (ISBN 978-9-004-71715-2, lire en ligne )
- (en) Rāmacandra Kaulācāra (Translated and annotated by Alice Boner and Sadāśiva Rath Śarmā. Illus. by Sadāśiva Rath Śarmā.), Śilpa Prakāśa. Mediaeval Orissan Sanskrit Text on Temple Architecture, Leiden, E. J. Brill, 1966, lvii + 275 p. + 72 p. of photosRevised and edited by Bettina Bäumer, Rajendra Prasad Das, Sadananda Das, New Delhi, Indira Gandhi National Centre for the Arts and Delhi, Motilal Banarsidass Publishers, 2005, xx + 471 p. + 84 planches photos  (ISBN 8-120-82052-5)

- (en) « The Symbolic Aspect of Form », Journal of the Indian Society of Oriental Art, vol. 17,‎ 1948, p. 42–50.
- (de) « Die Entstehung des Tryptichons », dans G. Boner, H. Fischer (Dir.), Alice Boner und die Kunst Indiens, Zurich, Museum Rietberg, 1982, p. 64– 67
- (de) Indien, mein Indien. Tagebuch einer Reise, Zürich, Werner Classen Verlag, 1984, 176 p. (ISBN 978-3-717-20335-3)
- (en) Diaries India. 1934–1967 (Georgette Boner, Luitgard Soni, Jayandra Soni Eds.), Delhi, Motilal Banarsidass Publishers, 1993, 297 p. (ISBN 978-8-120-81121-8)